# Richard Livesay
Pour les articles homonymes, voir Livesay.
Richard Livesay (1750-1823) est un graveur et peintre britannique actif à Londres.

## Biographie
Élève de Benjamin West, Richard Livesay commence sa carrière à Londres.
Il expose pour la première fois à la Royal Academy en 1776.

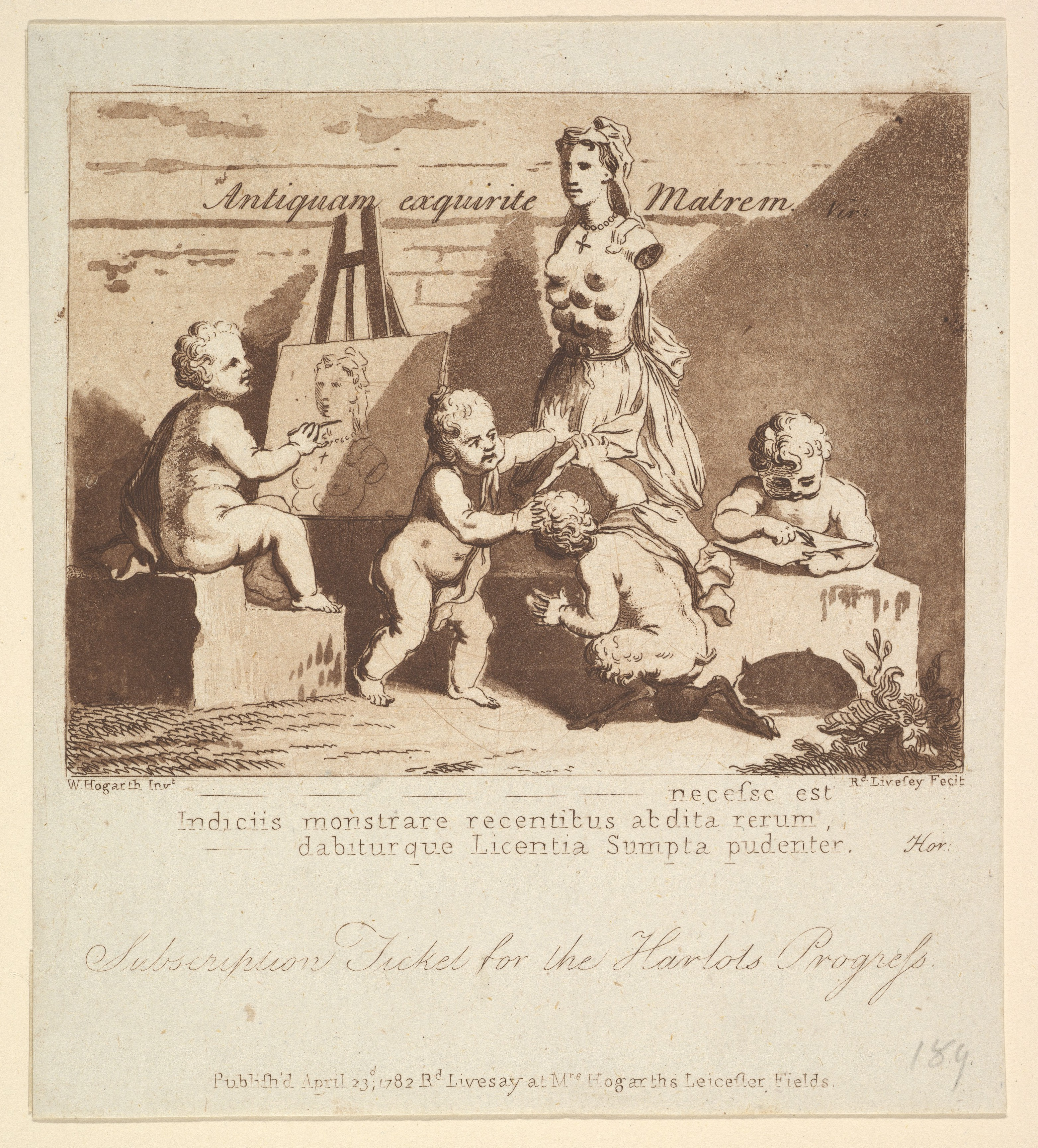
Reproduction à l'eau-forte et aquatinte de la gravure Boys Peeping at Nature (Enfants s'initiant à la Nature) de William Hogarth.

Entre 1777 et 1785, il loge chez Jane Hogarth, la veuve de l'artiste William Hogarth, à Leicester Fields. Il réalise pour elle une série de fac-similés de dessins de Hogarth, parmi lesquels les sept illustrant le fameux « Tour », publié en 1782. Étant engagé par West pour copier des images au château de Windsor, Livesay y réside vers 1790 et y donne des leçons de dessin à certains des enfants royaux. À Windsor, il travaille beaucoup à peindre des portraits de jeunes Etoniens, généralement de petites tailles, et l'intéressant portrait d'Eton Boys se rendant à Montem est en possession du collège, à qui le duc de Newcastle l'a présenté en 1891.
En 1796, après avoir été nommé maître de dessin au Royal Naval College de Portsmouth, Livesay est transféré à Portsea. Il y peint quelques-uns des navires de guerre anglais et leurs prises françaises.
En 1800, il publie un ensemble de quatre planches contenant les critiques des volontaires de l'île de Wight, aquatintes par William Frederick Wells. Sur une carte d'adresse qu'il émet à ce moment-là, il se décrit lui-même comme « portraitiste, peintre mariniste et dessinateur marin, maître des dessins de la Royal Academy, Portsmouth, 61 Hanover Street, Portsea. »
Livesay peint un grand tableau de la revue des volontaires du Hertfordshire auprès du roi à Hatfield Park, le 13 juin 1800, gravée par J. C. Stadler et suspendue dans la maison de maître de Lord Salisbury, 20 Arlington Street. Livesay expose à l'Académie royale des portraits et des sujets domestiques jusqu'en 1821 ; ses Genius and Industry, Cottage Spinsters et Young Foresters ont été reproduits à l'aquatinte par G. Dawe et J. Murphy, et ses portraits de la reine Charlotte, du Dr Willis, du député George Byng, du Dr Fothergill, de Sir Thomas Louis et d'autres ont été gravés. Son portrait du comte de Charlemont se trouve dans la National Portrait Gallery.
Livesay serait mort à Southsea vers 1823, mais le fait n’est pas enregistré dans les registres funéraires de Portsmouth ou de Portsea.